# 片平なぎさ
片平 なぎさ（かたひら なぎさ、1959年7月12日 - ）は、日本の女優、タレント。元アイドル歌手。東京都品川区二葉町出身。身長166cm。B84cm、W60cm、H85cm（1976年2月）。ホリプロ所属。

## 略歴
東京都品川区に生まれ、不動産会社経営の両親、姉の4人家族の中で育つ。生後まもなく富山県高岡市、新潟県糸魚川市筒石、福島県福島市と一家は引っ越しを繰り返し、なぎさの保育園入園と同時に東京品川に戻った。小学校入学と同時に大田区六郷へ転居し、高畑小学校に通うが、一年の一学期で品川区中延へ転居したため、中延小学校へ転校。どこへ行っても転校生といじめられ毎日泣いた。友達を作る機会はほぼなく、両親が共働きのカギっ子で、唯一の楽しみは手のり文鳥と遊ぶことだったという。大人になったら、学校帰りに優しく声をかけてくれるみどりのおばさんになろうと思っていた。あまりの寂しさに耐えられず、小学3年生のとき、母親に抗議し、母は仕事を辞めて家にいてくれるようになった。のち区立荏原第二中学校に進学。堀越高等学校卒業。
1974年に日本テレビのオーディション番組『スター誕生!』に出演し合格。1975年に東芝から「純愛」で、当初はアイドル歌手としてデビュー。同年に「美しい契り」で第17回日本レコード大賞新人賞、新宿音楽祭銀賞などを受賞した。
歌手デビューの1975年、映画『青い山脈』で女優デビュー。その3年後には歌手活動を休止し本格的に女優業へ転向。ホリプロからは山口百恵二世として期待された。ヒットドラマ『スチュワーデス物語』（1983年 - 1984年）では、当時ホリプロの後輩で主人公役を務めた堀ちえみをいじめる悪女役を演じ一躍評判となる。だが、若者世代を中心に高視聴率だったこともあり、この時期は街を歩けば揶揄されるなど苦悩している。
平成に入ってから、清楚感溢れる聡明な女性や、気丈で正義感の強い女性探偵役が増え始める。『火曜サスペンス劇場』（日本テレビ）の『小京都ミステリー』シリーズ、『山村美紗サスペンス 赤い霊柩車シリーズ』（フジテレビ）、『土曜ワイド劇場』（テレビ朝日）の『子づくり旅行』シリーズなど2時間ドラマの主演シリーズが多数続いた。以降「2時間ドラマの女王」等の異名で知られるようになる。
1989年、『わたしは女優・貞奴恋の漫遊記』で舞台デビュー。以後、2000年まで年一度のペースで1ヶ月の座長公演をこなしつつ、女優としてはテレビドラマを中心に活動し、映画から遠ざかっていた。しかし、『TRICK-劇場版2-』（2006年）にて、『瞳の中の訪問者』（1977年）以来、29年ぶりの映画出演を果たした。
トーク番組『新婚さんいらっしゃい!』（朝日放送〈現：朝日放送テレビ〉制作・テレビ朝日系）では、1981年11月15日から1992年5月17日までの10年半にわたり、桂三枝（現・六代桂文枝）の4代目アシスタントを務めた。番組アシスタントとしては、事務所の後輩である山瀬まみが2008年1月6日放送分で更新するまで最長出演を記録。女優メインの活動の中では異例の長期起用で人気も高かったが、これ以外に司会の仕事は少ない。
2023年3月、『赤い霊柩車』（フジテレビ）シリーズの終了をもって2時間ドラマの主演が全てなくなった。

## 人物
- 2時間ドラマの女王として君臨し、同事務所である船越英一郎とも多数の2時間ドラマで共演していたが、2001年の松居一代との結婚後は、2時間ドラマでの共演はなくなっている。
- 数多くの2時間サスペンス / ミステリードラマで主役を務めた片平が、かつて唯一出演経験がなかったのがテレビ東京系列の水曜21時枠であった。しかし、2007年2月28日に水曜ミステリー9『黒い骨』の主演を果たし、5大基幹局全ての2時間ミステリードラマ枠での主演を達成（ライバルの船越は先に達成）。なお、テレビ東京系列で特別番組として不定期に制作されていた長編ドラマ作品への出演はこれよりも約15年早い。1992年11月16日放送分の『プレイガール'92・黒真珠殺人事件』にて主演を務めているため、片平にとってはこの作品が事実上テレビ東京系列における2時間サスペンスドラマの初主演である。
- デビューのきっかけになった『スター誕生!』は、応募していた同級生が出場直前で怖気づき、「勝手に欠席したら怒られる」とみなで熟考した結果、学芸会でミュージカルの主役経験があった片平が代役にふさわしいという経緯で出場。優勝したものの、父親が芸能界入りに大反対で一度は辞退している。しかし、森昌子や山口百恵など、過去の優勝者が芸能界で活躍していることを鑑み、「3年やってみて」という約束で歌手デビューをした。
- 本人曰く歌は嫌いだという。「歌が下手」「衣装がおかしい」と客は捉えていると疑心暗鬼になり、徹底したネガティブ思考に陥った。仕事場までは常に足取りが重かったという[5]。歌手と俳優業を並行していくうちに芝居への適性を自覚し、のちに本格的に俳優業へ転向した。
- 『青い山脈』で映画デビューした際、作品を作り上げる過程の楽しさ、自分とは違う人間になれることに気づいたという。約束の3年が終わり、芝居の道に進む決心をするが、当時ホリプロには俳優専門スタッフがおらず退社も覚悟していた。しかし、片平の行動をきっかけに社内でドラマ専門のセクションが設立され晴れて女優に転身する。
- 柔和な人柄で知られ[5]、学生時代を知る人は「真面目で勉強もよくできた」と口を揃える。大成した現在でもファンやスタッフ、投宿先の従業員にまで挨拶や気遣いを欠かさないという。
- 『スチュワーデス物語』出演時は、劇中の名シーンのひとつである「歯で手袋を脱ぎ、義手を見せつける」シーンなど、役柄の非情さも相まって、生々しく恐ろしいイメージが定着。そのため街を歩く際や撮影中には、「魔女」「バケモノ」と罵詈雑言を浴びせられ、さらには石を投げられるなど暴行を受け苦悩した[5]。しかし、共演する若手から「（『スチュワーデス物語』を）観てました」と声をかけられることが増え、会話のきっかけになることも多い。今では「出演して良かったと実感している」と肯定的に捉えている。
- 体を動かすことが大の苦手。休日は家で過ごすか、行き先を決めず車でキャンプに出かけ自然の中でたたずむのを好む[5]。
- 映画初主演作となった『瞳の中の訪問者』の撮影中、シャワーシーンを控えた片平が共演者の志穂美悦子とともに大林宣彦監督から別室に呼び出され、「次のシーンは（片平演じる）千晶が瞳で恋をする人と初めて会う大事なシーンだ。とても綺麗に撮りたい。美しい映像にしたい。（少し沈黙の後）脱いでくれないかな?」と伝えられた。その後、大林から数時間にわたり穏やかな口調で説得されるも悩み続ける両者であったが、まず志穂美が「なぎさちゃんが脱ぐんだったら私も脱ぐ」と発言。片平は大林の映像や監督手腕を敬っており、作品の撮影意図も理解できたが当時高校生だった片平には荷が重かった。また、芸能界入りの条件として「絶対に脱がない」と父親と盟約を交わしており、その場では判断できず一晩熟考した末にヌードのシーンは断っているが、同作品には前述と同じ役のまま志穂美悦子と出演している。それ以降、現在に至るまで片平が撮影で脱ぐことはなかった[8]。
- 同事務所（ホリプロ）に所属し、2期下の1977年デビューである榊原郁恵とは堀越高校時代の同級生であり親友。互いに名前で呼び合う仲。

## 出演

### テレビドラマ

#### NHK総合
- 日本巖窟王（1979年） - 菊路
- 天花（2004年3月29日 - 9月25日、連続テレビ小説） - 佐藤秀子
- 愛と友情のブギウギ（2005年3月28日 - 5月5日） - 主演 紅谷あかり
- 風に舞いあがるビニールシート（2009年5月30日 - 7月4日） - 神谷温子
- デイジー・ラック（2018年4月20日 - 6月22日） - 山城遼子

#### 日本テレビ系
- 六丁目のスパルタ寮母さんには、赤いバラのいれずみがあった!（1976年、土曜グランド劇場）
- 殉愛 ひとすじの恋（1978年10月12日 - 1979年1月11日） - 三津子
- そっとさよなら（1979年4月12日 - 1979年8月16日、よみうりテレビ） - 弓子
- あさひが丘の大統領（1979年10月17日 - 1980年9月17日） - 今井涼子
- 春よ来い（1982年11月15日 - 1983年5月9日）
- 木曜ゴールデンドラマ（よみうりテレビ）
  - 殺意の家（1982年11月18日） - 主演
  - 非行女教師（1983年5月5日） - 主演
  - 孤独の西海岸（1984年3月29日） -
- 火曜サスペンス劇場
  - 間違い電話（1986年9月9日） - 主演 麻子
  - 小京都ミステリーシリーズ（1989年 - 2001年） - 主演 柏木尚子
  - 十七年目の秘密・定時制教師 石本歩（2004年9月7日） - 主演 石本歩[9]
- 27才・LOVE気分（1988年1月6日 - 3月23日） - 高野弥生
- 半七捕物帳（1992年10月13日 - 1993年3月2日）
- 世界一の愛妻物語（2006年9月12日、DRAMA COMPLEX） - 乙羽信子
- 左目探偵EYE - 小向典子 
  - ドラマスペシャル（2009年10月3日）
  - 連続ドラマ（2010年1月23日 - 3月13日）
- 探偵が早すぎる（2018年7月19日 - 9月20日） - 大陀羅朱鳥[10]

#### TBS系
- 刑事くん 第4部 第46話「いもうとの初恋」（1975年9月22日）
- 事件ファイル110 甘ったれるな 第11話「女子高生・幼児誘拐の恐怖」（1976年3月23日） - 小宮則子
- いごこち満点（1976年4月6日 - 9月28日） - 青山みどり
- 白い秘密（1976年10月1日 - 1977年4月1日） - 宗方夕子
- 白い波紋（1977年4月15日 - 9月30日）
- 横溝正史シリーズII 女王蜂（1978年、毎日放送） - 大道寺智子
- 雪姫隠密道中記（1980年4月5日 - 9月27日、毎日放送） - 主演 雪姫
- 母も娘も（1983年1月5日 - 2月25日、花王 愛の劇場） - 吉見藍子
- スチュワーデス物語（1983年10月18日 - 1984年3月27日） - 新藤真理子
- シンデレラの財布（1984年4月17日 - 6月22日） - 南祥子
- 松本清張スペシャル・黒い福音（1984年11月26日） - 生田世津子
- 水戸黄門第15部（1985年1月28日 - 10月21日 、C.A.L） 綾姫役として全話レギュラー出演
  - 第9話「異国の姫は瓜二つ -長崎-」（1985年3月25日） - 玉華公主 ※綾姫との一人二役
- ポニーテールはふり向かない（1985年10月12日 - 1986年3月29日） - 矢崎妙子
- 遊びじゃないのよ、この恋は（1986年2月4日 - 6月17日） - 山田貞代
- 小春の春（1989年3月6日 - 4月7日、花王 愛の劇場）
- 愛してるよ!先生（1990年7月10日 - 8月28日）
- 39歳の秋（1998年8月31日 - 10月23日、花王 愛の劇場） - 主演 若松百恵
- プリティガール（2002年1月9日 - 3月6日） - 伊能秀子
- Stand Up!!（2003年7月4日 - 9月12日） - 浅井とも子
- 逃亡者 RUNAWAY（2004年7月18日 - 9月26日） - 小野寺千秋
- ボイスレコーダー〜残された声の記録〜ジャンボ機墜落20年目の真実（2005年8月12日） - 高濱淑子
- Happy!（2006年4月7日） - 鳳唄子 
  - Happy!2（2006年12月26日）
- クロサギ 第9話「元女優の詐欺師と演技比べ」（2006年6月9日） - 冴島裕子
- ジョシデカ!-女子刑事-（2007年10月18日 - 12月20日） - 岩代百枝
- 夫のカノジョ（2013年10月 - 12月） - 山岸史子
- 神の舌を持つ男 第1話「殺しは蛍が見ていた」（2016年7月8日） - 高藤美鈴（女将）
- リバース（2017年4月 - 6月） - 広沢昌子
- 凪のお暇（2019年7月 - 9月） - 大島夕
- 月曜ドラマスペシャル→月曜ミステリー劇場→月曜ゴールデン→月曜名作劇場
  - 運命岬に立つ女（1996年7月29日） - 主演 鶴巻美都子
  - ブライダルコーディネーターの事件簿シリーズ - 主演 白石ちひろ 
    - 1「疑惑の花嫁」（1997年6月9日）
    - 2「名古屋嫁とり殺人事件」（1998年3月16日）

  - カードGメン・小早川茜シリーズ - 主演 小早川茜 
    - カードGメン・小早川茜1「借金地獄」（2000年3月20日）
    - カードGメン・小早川茜2「消せない過去」（2001年1月22日）
    - カードGメン・小早川茜3「甘い罠」（2001年10月29日）
    - カードGメン・小早川茜4「調査員は二度だまされる」（2002年3月4日）
    - カードGメン・小早川茜5「黒いデータ」（2003年2月10日）
    - カードGメン・小早川茜6「特命」（2003年6月2日）
    - カードGメン・小早川茜7「愚か者の涙」（2004年2月9日）
    - カードGメン・小早川茜8「同姓同名の女たち」（2005年4月11日）

  - 恋する京女将 音姫千尋の事件簿シリーズ - 主演 音姫千尋 
    - 恋する京女将 音姫千尋の事件簿1（2003年11月24日）
    - 恋する京女将 音姫千尋の事件簿2（2004年11月22日）

  - ご近所探偵・五月野さつきシリーズ - 主演 五月野さつき
    - ご近所探偵・五月野さつき1「ゴミと罰」（2007年4月23日）
    - ご近所探偵・五月野さつき2「殺意の同窓会」（2007年11月19日）
    - ご近所探偵・五月野さつき3「殺意のキャンプ場」（2008年12月1日）
    - ご近所探偵・五月野さつき4「旅立ちの代償」（2009年8月3日）

  - ヤメ刑探偵 加賀美塔子シリーズ - 主演 加賀美塔子 
    - ヤメ刑探偵 加賀美塔子1「復讐の歯車」（2011年6月6日）
    - ヤメ刑探偵 加賀美塔子2「ミイラは巡る」（2012年11月26日）
    - ヤメ刑探偵 加賀美塔子3「歪んだ動機」（2015年9月7日）

  - あんみつ検事の捜査ファイルシリーズ - 主演 風巻やよい 
    - あんみつ検事の捜査ファイル1「女検事の涙は乾く」（2016年6月13日）
    - あんみつ検事の捜査ファイル2「白骨夫人の遺言書」（2017年2月6日）
- まとわりつくオンナ - 五つの地獄編 第1話 (2020年3月6日) - 主演 中島美砂子 [11]
- 18/40〜ふたりなら夢も恋も〜（2023年7月11日 - 9月12日） - 成瀬貴美子[12]
- くるり〜誰が私と恋をした?〜（2024年4月9日 - 6月18日） - 井口千草 役[13][14]

#### フジテレビ系
- 大空港「第1話～第51話・第76話(回想)」（1978年7月 - 1979年8月） - 神坂紀子刑事
- 売れっ子女房（1979年・関西テレビ）
- じょっぱり（1979年1月22日 - 9月28日、東海テレビ）主演
- ホームドラマスペシャル　サザエさんシリーズ（1981年 - 1983年） - 波野タイコ 
  - サザエさん（1981年4月1日）
  - サザエさんII　秋ですネ、サザエさん（1981年9月30日）
  - '83出発進行だよサザエさん（1983年1月6日）
- 時代劇スペシャル
  - 魔界番町皿屋敷～血にまみれたお菊の怨霊が呼ぶ呪いの恐怖!（1981年8月7日） - お雪
  - 蛇姫様（1981年11月6日） - すが
- 金曜女のドラマスペシャル
  - 山村美紗サスペンス　小野小町殺人事件（1986年7月4日）
  - 死者からの電話　美人OL、失意の復讐・姉は誰かに殺された（1986年11月14日）
  - 刑事の妻の告白 罠にはまった二人の女（1987年7月3日）
- 男と女のミステリー
  - 海流（1990年5月25日）
  - 死刑台のロープウェイ（1990年7月13日）
- 金曜エンタテイメント
  - 山村美紗サスペンス 赤い霊柩車シリーズ（計39作）（1992年 - 2023年〈予定〉） - 主演 石原明子[15]
  - ハマの静香は事件がお好きシリーズ（計6作）（2003年 - 2009年） - 主演 音無静香
- 金曜プレステージ
  - 介助犬ムサシ〜学校へ行こう!〜（2007年） - 板倉祥子
  - 女医・倉石祥子〜死の点滴〜（2012年2月17日） - 主演 倉石祥子 
    - 女医・倉石祥子2〜死の研究室〜（2013年8月23日）
    - 女医・倉石祥子3〜死の最終診断〜（2014年6月13日）
    - 女医・倉石祥子4〜死の内科病棟〜（2016年10月21日）※金曜プレミアム枠

  - 東野圭吾3週連続スペシャル 回廊亭殺人事件（2011年6月24日） - 一ヶ原紀代美
- 金曜劇場 夫婦は夫婦 ああ、ちち離れ（1981年7月17日）
- 大奥 第24話「わんわん行進曲」（1983年） - おとき
- 花王名人劇場 爆笑メルヘン 落書きドクトル繁昌記1（1983年10月2日）
- 女性作家サスペンス 不運な忘れ物（関西テレビ、1988年2月15日）
- 乱歩賞作家サスペンス ころす・の・よ（1988年5月30日） - コンピュータープログラマー・理沙
- 銭形平次 第1シリーズ 第18回「ギヤマンの謎」（1991年10月2日） - おさよ
- 魅せられて（東海テレビ、1994年） - 主演・仁科（黒田）美代子 役
- 幸福の誤算（1996年6月28日） - 主演
- いいひと。（1997年） - 城山真理子
- 悪いこと（1999年） - 岡島菜々子
- ナオミ（1999年） - 安達かな江
- 女子アナ。（2001年） - 麻生亮子
- 世にも奇妙な物語 おばあちゃん（2001年） - 中村美保（30年後）
- 怪談百物語（2002年） - 六条御息所 役
- 新春ドラマスペシャル 秋刀魚の味（2003年） - 「ルパン」のマダム
- Ns'あおい（2006年） - 泉田てる
- まるまるちびまる子ちゃん（2007年） - 保健室の先生
- ヴォイス〜命なき者の声〜（2009年） - 久保秋雪子
- リアル・クローズ（2009年） - 水嶋知子
- ほんとにあった怖い話 夏の特別編2011 怒りのルビー（2011年） - 主演 川原美里
- ハングリー!（2012年） - 山手華子
- 福家警部補の挨拶（2014年） - 谷元雫
- ディア・シスター（2014年） - 深沢七重
- 知ってるワイフ（2021年） - 建石久恵
- 罠の戦争（2023年） - 鴨井ゆう子 役[16]
- Dr.アシュラ（2025年） - 阿含百合[17]

#### テレビ朝日系
- 土曜ワイド劇場
  - 江戸川乱歩の美女シリーズ　江戸川乱歩の「幽鬼の塔」 五重塔の美女(1981年1月10日）　- 川井奈津子
  - 昭和7年の血縁殺人鬼・呪われた流氷（1981年10月24日）
  - 松本清張の連環（1983年6月4日） - 宇都宮早苗 役
  - 碧い海鳴り 熟年弁護士の証拠くずし（1983年11月5日）
  - 大豪邸に残された嫁と姑 銀座うしの時参り殺人（1984年2月18日）-小久保雪 役
  - 女相続人のさけび（1984年6月9日）
  - 松本清張の高台の家（1985年4月13日） - 深良幸子 役
  - 京都大原殺人事件（1985年5月4日）
  - 整形花嫁の復讐（1985年10月5日）
  - 悪女志願（1986年6月7日）
  - 結婚って何さ殺人事件（1986年9月6日）
  - 小樽殺人事件・北海〜能登〜安曇野・黒揚羽蝶は死の予告!オタモイ岬の女（1986年10月11日）
  - 京都不倫旅行殺人事件（1986年11月1日）
  - 珊瑚色ラプソディ殺人事件（1988年4月23日）
  - 萩殺人迷路（1988年9月10日）
  - 悪霊に追われる女（1989年12月2日）
  - ご主人を殺してあげます（1990年1月20日）
  - 古都金沢雪の殺意（1990年3月17日）
  - 刑事訴訟法第321条の女（1991年6月22日）
  - 出しゃばり看板娘の推理（1991年8月3日）
  - 受験戦争殺人時代（1994年3月5日） - 主演 石田亜木子
  - 能登半島女たちの殺人風景（1994年6月25日） - 主演 裕子
  - 十和田湖畔偽りの花嫁（1995年3月4日）
  - 子づくり旅行シリーズ（1995 - 1998年） - 桐野杏子 
    - 北海道子づくり旅行殺人事件（1995年9月2日）
    - オーストラリア子づくり旅行殺人事件（1996年8月3日）
    - 湯けむり受胎旅行連続殺人（1997年10月18日）
    - 湯けむり受胎旅行連続殺人（1998年8月22日）

  - 死体を置いていかないで（1996年2月3日）
  - 二重証言の妻（1999年5月22日）
  - 変装婦警の事件簿（2000年 - 2002年）
    - 変装婦警の殺人事件簿(1)（2000年7月8日）
    - 変装婦警の事件簿(2)（2001年9月8日）
    - 変装婦警の事件簿(3)（2002年11月2日）

  - 古都金沢、花の殺意（2001年5月5日）
  - 日舞名門－家元相続殺人事件！（2002年5月4日）
  - 松本清張没後10年記念企画・黒の奔流（2002年9月28日） - 矢口杏子
  - 変装捜査官・麻生ゆき（2004年 - 2007年） - 麻生ゆき 役
  - ショカツの女〜新宿西署・刑事課強行犯係（朝日放送、2007年 - 2017年） - 水沢礼子
- 竹の子すくすく（1977年12月1日 - 1978年4月20日） - 主演
- 柳生あばれ旅（1980年）
- 文吾捕物帳（1981年 - 1982年） - お駒
- 赤かぶ検事奮戦記（朝日放送、1981年） - 柊葉子
- 若大将天下ご免!（1987年） - お遊
- ご存知!旗本退屈男V 甲府城に渦巻く暗雲!妖艶くノ一忍者と虚無僧軍団!謎の花嫁御殿!!（1990年10月6日）
- 本当にあった怖い話 「幽霊教室」（1992年） - 主演
- 法医学教室の事件ファイル（1992 - 1993年） - 石吹薫
- 流れ板七人（1997年） - 榊順子
- 影武者徳川家康（1998年） - お梶の方
- 別れる二人の事件簿（2000年） - 主演 七原由紀恵
- オヤジ探偵（2001 - 2002年） - 白瀬眞由美
- 天罰屋くれない 闇の始末帖（2003年） - 主演 松坂紅
- ホテリアー（2007年） - 北野みつ子
- さよならが言えなくて（朝日放送、2009年） - 園田良美
- ゆりちかへ ママからの伝言（名古屋テレビ、2013年） - 村田和江

#### テレビ東京系
- 復讐の滑走路灯（夏樹静子サスペンス）（1988年4月18日） - 主演
- 蟻地獄に誘われた女（月曜・女のサスペンス）（1989年5月8日） - 主演
- 月影兵庫あばれ旅（1989年、1990年） - 桔梗
- 女特命捜査官（1991年 - 1992年） - 主演
- プレイガール'92 嵐を呼ぶハイレグ軍団 黒真珠殺人事件（1992年11月16日） - 主演 四条美樹
- 天下騒乱〜徳川三代の陰謀（2006年） - 春日局
- しょせん他人事ですから 〜とある弁護士の本音の仕事（2024年） - 柏原麻帆[18]
- 水曜ミステリー9（第1期）
  - 黒い骨（2007年） - 真島清美
  - 女かけこみ寺 刑事・大石水穂（2008年） - 大石水穂
- 水曜シアター9
  - 女かけこみ寺 刑事・大石水穂 2 (2009年)
- 水曜ミステリー9（第2期）
  - 嘘の証明 犯罪心理分析官・梶原圭子（2012年） - 梶原圭子
  - お助け司法書士! 会津若松“後妻業”殺人〜遺産トラブル編〜（2015年） - 古賀あかり

### 映画
- 青い山脈（1975年、東宝） - 寺沢新子
- あいつと私（1976年、東宝） - 浅田ゆみ子
- トラック野郎・度胸一番星（1977年、東映） - 乙羽水名子
- BLACK JACK 瞳の中の訪問者（1977年） - 主演 小森千晶
- 嫌われ松子の一生（2006年、東宝） - 片平なぎさ本人役
- TRICK-劇場版2-（2006年、東宝） - 筐神佐和子
- 恐怖（2010年） - 太田悦子（母）
- のだめカンタービレ 最終楽章 後編（2010年、東宝） - 片平なぎさ本人役
- インシテミル 7日間のデス・ゲーム（2010年） - 渕佐和子
- リクはよわくない（2021年） - お母さん（声の出演[19]）

### 舞台
- わたしは女優・貞奴恋の漫遊記（名鉄ホール）（1989年10月） - 座長公演・川上貞奴
- 雪の華（帝劇）（1990年12月）
- 新橋芸者列伝「いきな女たち（名鉄ホール）（1991年10月） - 座長公演
- 初姿おんな鼠小僧（名鉄ホール）（1993年1月） - 座長公演
- 風林火山（明治座）（1993年9月）
- 更紗夫人（名鉄ホール）（1994年3月） - 座長公演
- たそがれ色の微笑（名鉄ホール）（1995年6月） - 座長公演
- 旗本退屈男（飛天）（1995年11月）
- 紅屋お乱捕物秘帖（名鉄ホール）（1996年1月） - 座長公演
- 旗本退屈男－名残り雪－（明治座）（1996年9月）
- 徳川の夫人たち（帝劇）（1997年1月）
- 徳川の夫人たち（飛天）（1997年7月）
- 女優･貞奴（福岡）（1997年10月） - 座長公演
- 晶子曼陀羅（帝劇）（1998年1月）
- 西鶴一代女（帝劇）（1999年11月）
- 縁は異なもの恋なもの（名鉄ホール）（2000年9月） - 座長公演
- ワーニャおじさん（新国立劇場）（2002年5月）
- こまつ座＆ホリプロ公演 木の上の軍隊（2013年4月 - 6月）

### ドキュメンタリー番組
- ベネチアが危ない!〜水の都からの緊急メッセージ〜（2011年3月6日、テレビ静岡）

### バラエティ
- コメディー公園通り「娘ひとりにパパ二人」（1978年4月8日  - 5月27日、NHK総合）
- 新婚さんいらっしゃい! （1981年11月 - 1992年5月、朝日放送） - 4代目アシスタント
- オールスター芸能人歌がうまい王座決定戦スペシャル（2008年・2010年、フジテレビ） - 審査員
- 月曜プレミア! 愛憎ミステリー　女たちの裏日本史（2010年、テレビ東京） - 語り手
- となりのシムラ（2014年12月16日 、NHK総合）
- ふたりの欽道中（2016年3月26日 、テレビ東京）
- 坂上どうぶつ王国（2018年10月12日 - 、フジテレビ） - レギュラー

他多数

### CM
- ダイヤ学生服（1976年）
- エースコック「カップ焼きそば BanBan」（1976年）
- カネボウ化粧品「サンシルク」（1970年代）
- ブリヂストン自転車　「モンテカルロ」(1970年代終期)
- キリンビバレッジ「キリンレモン」
- メガネトップ
- サンポット（現：長府製作所）「カベック」（1986年）
- ロート製薬「ビタチャージ40目薬」、「タクティー」
- 山田養蜂場「ローヤルゼリースキンケアシリーズ」（2015年）

### テレビアニメ
- 深夜!天才バカボン（2018年9月26日、テレビ東京ほか） - 片平なぎさ本人役

## ディスコグラフィ

### シングル
| #              | 発売日          | A/B面   | タイトル                 | 作詞         | 作曲             | 編曲             | 規格品番 |
| 東芝EMI        | 東芝EMI         | 東芝EMI | 東芝EMI                  | 東芝EMI      | 東芝EMI          | 東芝EMI          | 東芝EMI  |
| -------------- | --------------- | ------- | ------------------------ | ------------ | ---------------- | ---------------- | -------- |
| 1              | 1975年 1月20日  | A面     | 純愛                     | 山上路夫     | 三木たかし       | 三木たかし       | TP-20090 |
| 1              | 1975年 1月20日  | B面     | 甘いさまよい             | 山上路夫     | 三木たかし       | 三木たかし       | TP-20090 |
| 2              | 1975年 5月5日   | A面     | 異性                     | 山上路夫     | 三木たかし       | 三木たかし       | TP-20130 |
| 2              | 1975年 5月5日   | B面     | くちづけ                 | 山上路夫     | 三木たかし       | 三木たかし       | TP-20130 |
| 3              | 1975年 8月5日   | A面     | 美しい契り               | 千家和也     | 三木たかし       | 三木たかし       | TP-20164 |
| 3              | 1975年 8月5日   | B面     | ひとつの事実             | 千家和也     | 三木たかし       | 三木たかし       | TP-20164 |
| 4              | 1975年 11月5日  | A面     | 頬にかかる涙             | 千家和也     | 三木たかし       | 三木たかし       | TP-20196 |
| 4              | 1975年 11月5日  | B面     | 肌寒い雨                 | 千家和也     | 三木たかし       | 三木たかし       | TP-20196 |
| 5              | 1976年 2月5日   | A面     | 陽だまりの恋             | 有馬三恵子   | 三木たかし       | 三木たかし       | TP-20225 |
| 5              | 1976年 2月5日   | B面     | さよならからはじまる     | 有馬三恵子   | 三木たかし       | 三木たかし       | TP-20225 |
| 6              | 1976年 5月5日   | A面     | ぬくもり                 | 及川恒平     | すぎやまこういち | すぎやまこういち | TP-20262 |
| 6              | 1976年 5月5日   | B面     | 隙間風                   | 及川恒平     | すぎやまこういち | すぎやまこういち | TP-20262 |
| 7              | 1976年 8月5日   | A面     | オリーブの華麗な青春     | 阿久悠       | 三木たかし       | 三木たかし       | TP-10039 |
| 7              | 1976年 8月5日   | B面     | 渚にひとり               | 阿久悠       | 三木たかし       | 三木たかし       | TP-10039 |
| 8              | 1976年 11月5日  | A面     | 愛のセレナーデ           | 岩谷時子     | 鈴木邦彦         | 高田弘           | TP-10108 |
| 8              | 1976年 11月5日  | B面     | 恋する私                 | 岩谷時子     | 鈴木邦彦         | 高田弘           | TP-10108 |
| 9              | 1977年 2月5日   | A面     | 恋のかげろう             | 岩谷時子     | 鈴木邦彦         | あかのたちお     | TP-10165 |
| 9              | 1977年 2月5日   | B面     | なかなおり               | 岩谷時子     | 鈴木邦彦         | あかのたちお     | TP-10165 |
| 10             | 1977年 5月5日   | A面     | 心のひびわれ             | さいとう大三 | 神保正明         | 神保正明         | TP-10203 |
| 10             | 1977年 5月5日   | B面     | おこってますか           | さいとう大三 | 神保正明         | 神保正明         | TP-10203 |
| 11             | 1977年 7月20日  | A面     | 私のいちばん美しい時を   | 藤公之介     | 佐瀬寿一         | 矢野立美         | TP-10264 |
| 11             | 1977年 7月20日  | B面     | 田園調布の珈琲店         | 藤公之介     | 佐瀬寿一         | 馬飼野俊一       | TP-10264 |
| 12             | 1977年 10月20日 | A面     | 二人の青春               | 東海林良     | 梅垣達志         | 梅垣達志         | TP-10330 |
| 12             | 1977年 10月20日 | B面     | 街角                     | 東海林良     | 梅垣達志         | 梅垣達志         | TP-10330 |
| 13             | 1978年 4月5日   | A面     | ウィークエンドは雨ばかり | 喜多條忠     | 森田公一         | 若草恵           | TP-10395 |
| 13             | 1978年 4月5日   | B面     | 嫌われ上手               | 喜多條忠     | 森田公一         | 若草恵           | TP-10395 |
| 14             | 1978年 8月5日   | A面     | 渚の出来事               | 喜多條忠     | 森田公一         | 若草恵           | TP-10448 |
| 14             | 1978年 8月5日   | B面     | 気がかり                 | 喜多條忠     | 森田公一         | 若草恵           | TP-10448 |
| 15             | 1979年 2月5日   | A面     | じょっぱり               | 花登筐       | 小川寛興         | 小川寛興         | TP-10543 |
| 15             | 1979年 2月5日   | B面     | ノナ                     | 花登筐       | 小川寛興         | 小川寛興         | TP-10543 |
| キングレコード |                 |         |                          |              |                  |                  |          |
| 16             | 1982年 10月21日 | A面     | 二人のシンフォニー       | 来生えつこ   | 来生たかお       | 矢島賢           | K07S-345 |
| 16             | 1982年 10月21日 | B面     | 風の呼吸                 | 来生えつこ   | 来生たかお       | 矢島賢           | K07S-345 |

### デュエット・シングル
| 発売日         | デュエット | 曲順 | タイトル            | 作詞         | 作曲       | 編曲   | 規格品番   |
| -------------- | ---------- | ---- | ------------------- | ------------ | ---------- | ------ | ---------- |
| 1984年 10月5日 | 桂三枝     | A面  | 幸せにキッスしたら  | 荒木とよひさ | いけたけし | 若草恵 | K07S-614   |
| 1984年 10月5日 | 桂三枝     | B面  | あいあい愛 Love You | 荒木とよひさ | 熊谷安廣   | 若草恵 | K07S-614   |
| 1989年 3月5日  | 財津一郎   | 01   | ラストデイト        | なかにし礼   | 三木たかし | 川口真 | K10X-23058 |
| 1989年 3月5日  | 財津一郎   | 02   | 父の日 娘の日       | なかにし礼   | 三木たかし | 川口真 | K10X-23058 |

### アルバム
LP
CD
- なんてったってアイドルポップ～純愛～（1993年6月30日 TOCT-8063）
- ベスト～純愛（1996年6月19日 TOCT-9483）
- ゴールデン☆ベスト（2002年11月20日 TOCT-10880）
- なみだ色の匂い（2003年11月27日 TOCT-25234） 完全限定盤 紙ジャケ 24bitリマスター
- NEW BEST 1500（2005年8月24日 TOCT-11030）
- 美しい契り～私は今、生きています（2008年08月27日 TOCT-26623） 紙ジャケ仕様
- 片平なぎさ ゴールデン☆ベスト（2011年11月23日 TOCT10880）
- 「なみだ色の匂い」＋「美しい契り～私は今、生きています」（2013年11月13日 TYCN60040/1）
- ゴールデン☆ベスト 片平なぎさ【スペシャル・プライス盤】（2013年11月27日 TYCN60157）

### タイアップ曲
| 年     | 楽曲                   | タイアップ                                        |
| ------ | ---------------------- | ------------------------------------------------- |
| 1977年 | 私のいちばん美しい時を | TBS系テレビドラマ「白い波紋」主題歌               |
| 1979年 | じょっぱり             | フジテレビ系テレビドラマ「じょっぱり」主題歌      |
| 1979年 | ノナ                   | フジテレビ系テレビドラマ「じょっぱり」挿入歌      |
| 1982年 | 二人のシンフォニー     | テレビ朝日系「新婚さんいらっしゃい!」テーマソング |
| 1984年 | 幸せにキッスしたら     | テレビ朝日系「新婚さんいらっしゃい!」テーマソング |
| 1989年 | ラストデイト           | TBS系テレビドラマ「小春の春」主題歌               |

## 著書
- 片平なぎさ責任編集『片平なぎさの全国ゴールデンワイド旅劇場』（メディアファクトリー、1999年9月、ISBN 978-4-88991-857-1）